# 윤현정
윤현정(1973년 2월 6일 ~ 2010년 1월 11일)은 대한민국의 성우이다. 2000년 KBS 28기 공채 성우로 데뷔하였으나, 2010년 1월 11일에  36세의 나이로 세상을 떠났다.

## 주요 출연작품

### 애니메이션
- 극상학생회 (대원방송) - 츠노모토 레인, 란도 치에리
- 나나 (애니원) - 우에하라 미사토
- 데스노트 (대원방송) - 여학생1
- 부탁해 마이멜로디 (SBS) - 주세연, 오유환
- 택틱스 (애니맥스) - 아키코
- 빛의 전사 프리큐어 Splash Star (애니원) - 쵸피
- 소녀왕국 표류기 (애니박스) - 유키노

### 영화
- 102 달마시안 (KBS)
- 7번째 사진 (KBS) - 다니엘
- 너티 프로페서 (KBS)
- 늑대의 제국 (KBS)
- 세컨드 와이프 (SBS)
- 슬립워커 (KBS)
- 아름다운 시절 (KBS) - 젊은 일세
- 인비저블 서커스 (KBS) - 클레어(이자벨 파스코)

### 라디오
- 환타지 특급 - 드래곤 라자 (KBS)